# Sauce shacha
Pour les articles homonymes, voir Sate et Saté (condiment).

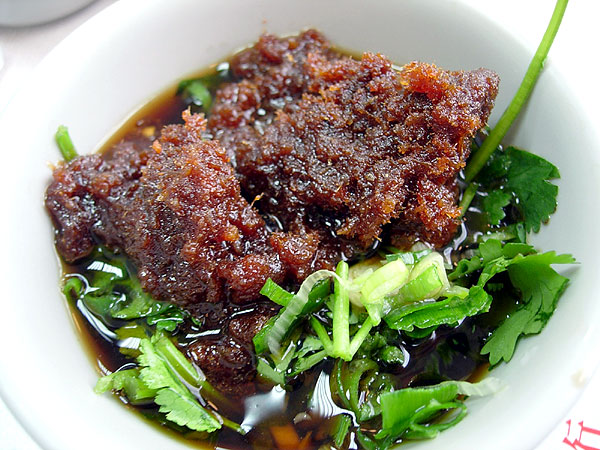
Sauce shacha garni de feuilles de coriandre.

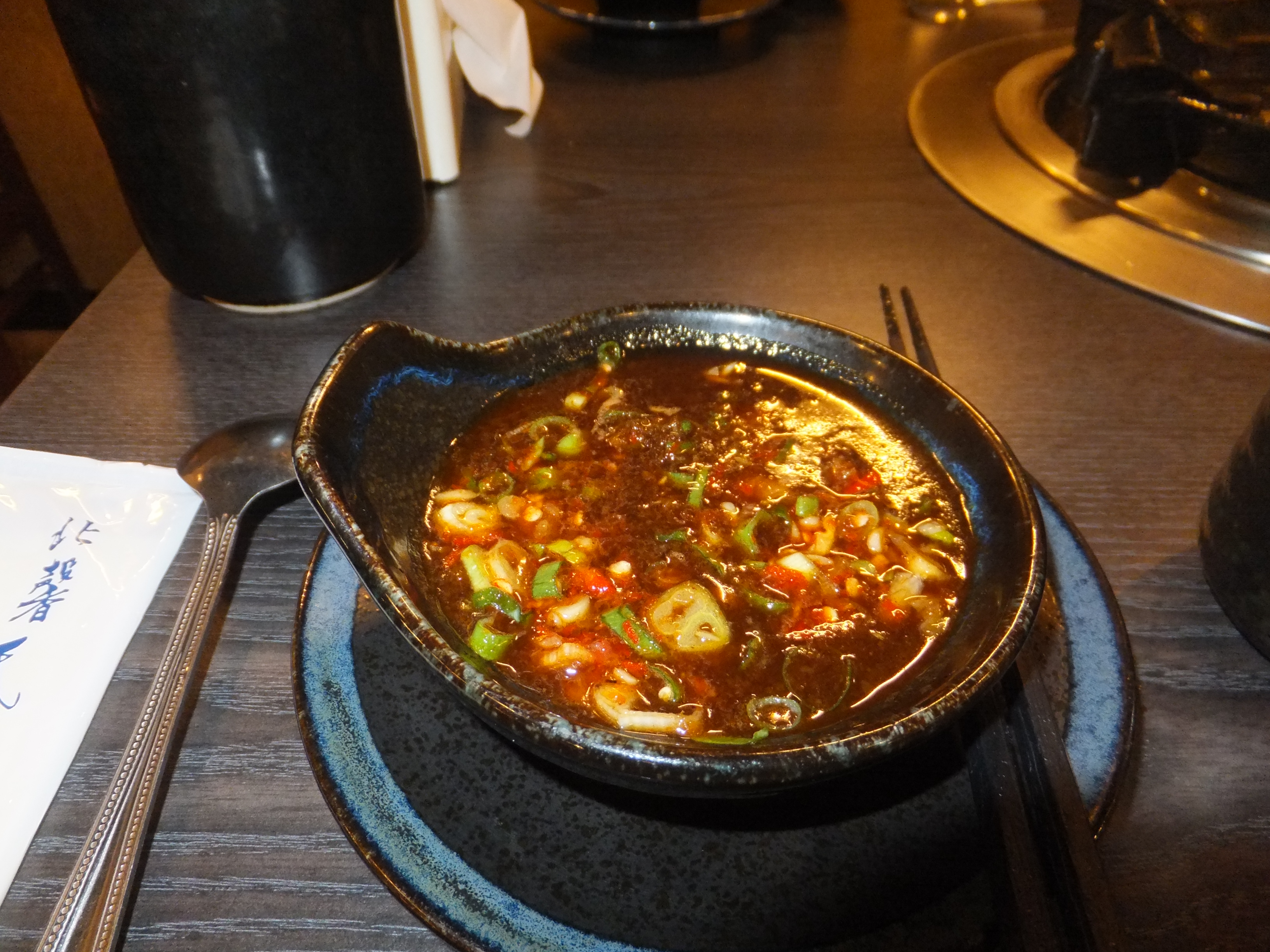
Bol de sauce shacha pour accompagner de la fondue. Suivant ses préférences, on peut ajouter de la sauce soja, du vinaigre, de la ciboule, du piment, etc.

La sauce shacha (en chinois : 沙茶 ; Pe̍h-ōe-jī : sa-te) est un condiment chinois principalement utilisé au Fujian, à Chaozhou et à Taïwan. Elle est parfois appelée sauce sate à cause de la prononciation de son nom dans les dialectes min, bien qu'elle ne doive pas être confondue avec la sauce de cacahuètes sate, ni les brochettes indonésiennes sate.
Elle est préparée à partir d'huile de soja, d'ail, d'échalotes, de piments, de barbue et de crevettes séchées. Elle a un goût umami et est légèrement épicée. On peut utiliser ce condiment de multiples façons :
- comme base pour des soupes ;
- comme mélange à frotter aux viandes pour le barbecue ;
- comme assaisonnement pour les plats sautés ;
- comme ingrédient de trempettes, notamment avec de la fondue chinoise.

Son nom dans les dialectes min reflète son origine : elle aurait été introduite par des Chinois ayant vécu en Asie du Sud-Est. Elle est toutefois très différente de la sauce aux cacahuètes populaire en Malaisie, en Indonésie et à Singapour.